# Lupo cattivo

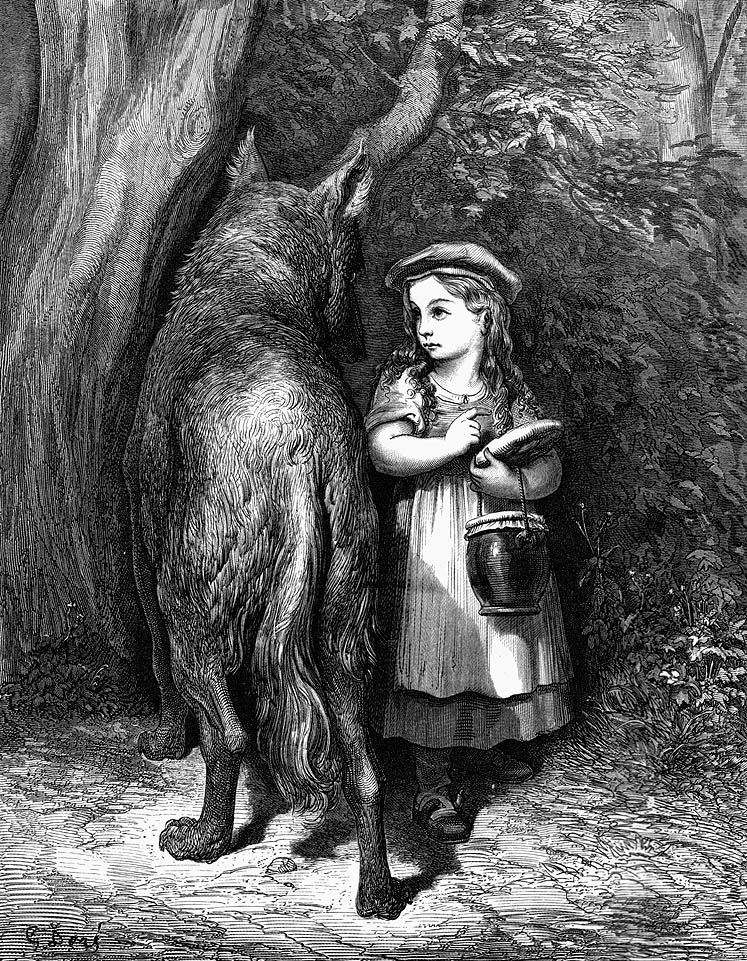
Cappuccetto Rosso e il lupo cattivo in un'illustrazione di Gustave Doré

Il lupo cattivo, o semplicemente il lupo, è un personaggio ricorrente nella narrativa popolare e in particolare del genere fantasy. Appare soprattutto nei racconti che hanno scopo di ammonimento, come rappresentazione simbolica del male e del pericolo da cui guardarsi e tenersi alla larga. Fra le fiabe che in maggior misura hanno fissato l'immagine del lupo cattivo nella cultura popolare si possono ricordare: Cappuccetto Rosso, Il lupo e i sette capretti, I tre porcellini e, nel mondo slavo, Pierino e il lupo. Quest'immagine si riconduce a una più antica tradizione di identificazione del lupo con il male, che è già presente nella favolistica di Esopo e che arriva fino a San Francesco d'Assisi e al mito del licantropi.

## Storia
Da sempre, il lupo ha avuto un ruolo importantissimo nella cultura: la sua abilità come predatore, la ferocia, la forza, le micidiali zanne e il misterioso ululato lo hanno reso protagonista di tantissimi miti, favole e leggende. In generale, le popolazioni nomadi e di cacciatori-raccoglitori lo hanno ammirato per la sua abilità predatoria e la sua lealtà al branco e lo hanno reso un simbolo di lealtà e coraggio, da invocare nella caccia e in guerra; invece le popolazioni sedentarie e di pastori lo hanno sempre calunniato, odiato e perseguitato per la sua pericolosità per le pecore, la difficoltà nel cacciarlo e il fatto che possa diventare, in alcune situazioni, pericoloso anche per l'uomo. 
Una descrizione negativa di questo animale si trova già nel Vangelo; Gesù, infatti, paragona più volte i lupi a falsi profeti, persecuzioni e nemici del suo gregge di persone. Questa concezione negativa accompagnerà il lupo per tantissimo tempo, dal Medioevo agli anni '70. E sarà proprio in questo periodo che nasceranno tutte le favole e le storie che vedranno come antagonista il lupo cattivo.

## Riferimenti nella cultura di massa
- Disney, si è ispirato nel lupo cattivo per creare il personaggio di Ezechiele Lupo, apparso per la prima volta nel cortometraggio del 1933 I tre porcellini.
- Nella prima stagione del reboot della serie televisiva, britannica, Dottor Who, la frase "lupo cattivo" ricorre in modo misterioso per diversi episodi, rendendolo così il punto focale della trama della stagione.[senza fonte].
- Nei fumetti Marvel il personaggio di Fenrir è colui che ha gettato le basi per lo stereotipo del Lupo Cattivo: il suo assalto alla dea Idunn ha difatti ispirato la fiaba di Cappuccetto Rosso.
- È un personaggio secondario in Shrek
- Fa da co-protagonista nel film Cappuccetto Rosso e gli insoliti sospetti
- Nella serie a fumetti Fables, il Lupo Cattivo ha assunto l'identità di Bigby Wolf e lavora come sceriffo di Favolandia.
- Appare anche in Regal Academy.
- Appare, reinterpretato come un licantropo, nel film dark fantasy Cappuccetto rosso sangue.
- Una fusione tra il personaggio del lupo cattivo e della morte personificata appare come antagonista principale del film Il gatto con gli stivali 2 - L'ultimo desiderio.
- Nella serie televisiva C'era una volta, il lupo cattivo si scopre essere la stessa Cappuccetto Rosso, vittima di una maledizione che grava sulla sua famiglia da generazioni.